# Egelsbach
Egelsbach é um município da Alemanha, situado no distrito de Offenbach, no estado de Hesse. Tem 14,82 km² de área, e sua população em 2019 foi estimada em 11.489 habitantes.